# 艾尔弗雷德·尼科尔斯
艾尔弗雷德·尼科尔斯（英語：Alfred Nichols，1890年11月28日—1952年5月1日），英国男子田径运动员。他曾代表英国参加1920年夏季奥林匹克运动会田径比赛，获得男子团体越野银牌。